# Hemibuthus umarii
Espèce
Hemibuthus umarii est une espèce de scorpions de la famille des Buthidae.

## Distribution
Cette espèce est endémique du Sind au Pakistan.

## Description
Le mâle holotype mesure 52 mm.

## Étymologie
Cette espèce est nommée en l'honneur d'Umar Niaz.

## Publication originale
- Amir, Kamaluddin & Khan, 2004 : « A new species of the genus Hemibuthus Pocock (Arachnida: Scorpionida: Buthidae) from Pakistan with special reference to chromatography and electrophoresis of its venom. » International Journal of Biology and Biotechnology, vol. 1, no 4, p. 489-495.